# Хинчинбрук (остров, Австралия)
Хинчинбру́к (англ. Hinchinbrook Island) — остров у восточного побережья Квинсленда, Австралия. Вся территория острова, за исключением небольшого (в настоящее время не действующего) курорта находится в пределах национального парка «Остров Хинчинбрук», самого большого островного парка Австралии. Остров впервые был замечен Джеймсом Куком в 1770 году. Он посчитал его частью материка. Хинчинбру́к занимает территорию 393 км². Он простирается примерно на 50 километров вдоль побережья Квинсленда и имеет ширину до десяти километров. Высшая точка острова, гора Боуэн, имеет высоту 1121 метр. Так как весь остров находится на территории национального парка, количество посетителей ограничено. Для путешествия необходимо разрешение.
Часть приключенческого фильма Остров Ним была снята на острове Хинчибрук.

## Галерея

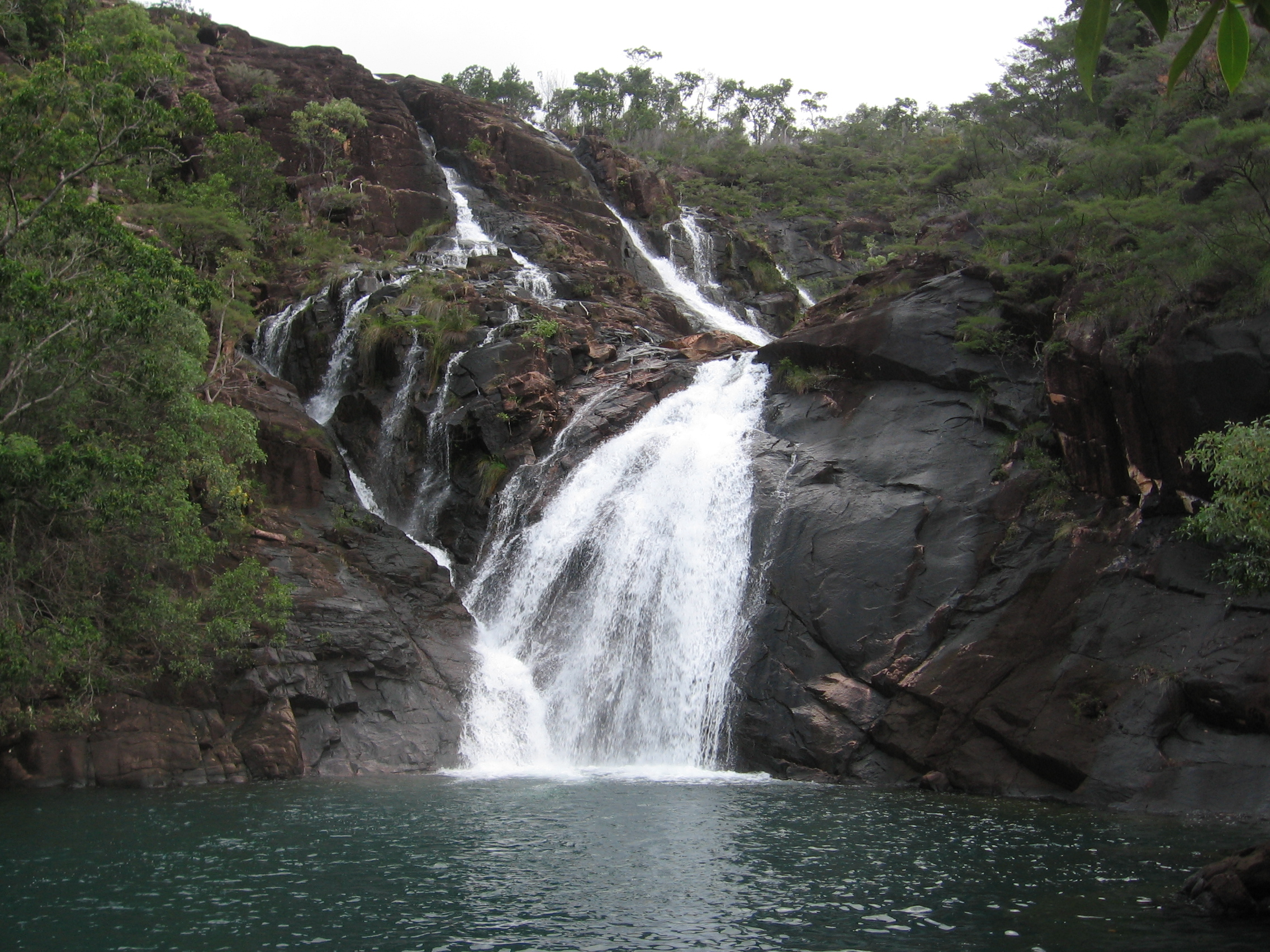
Водопад Зое
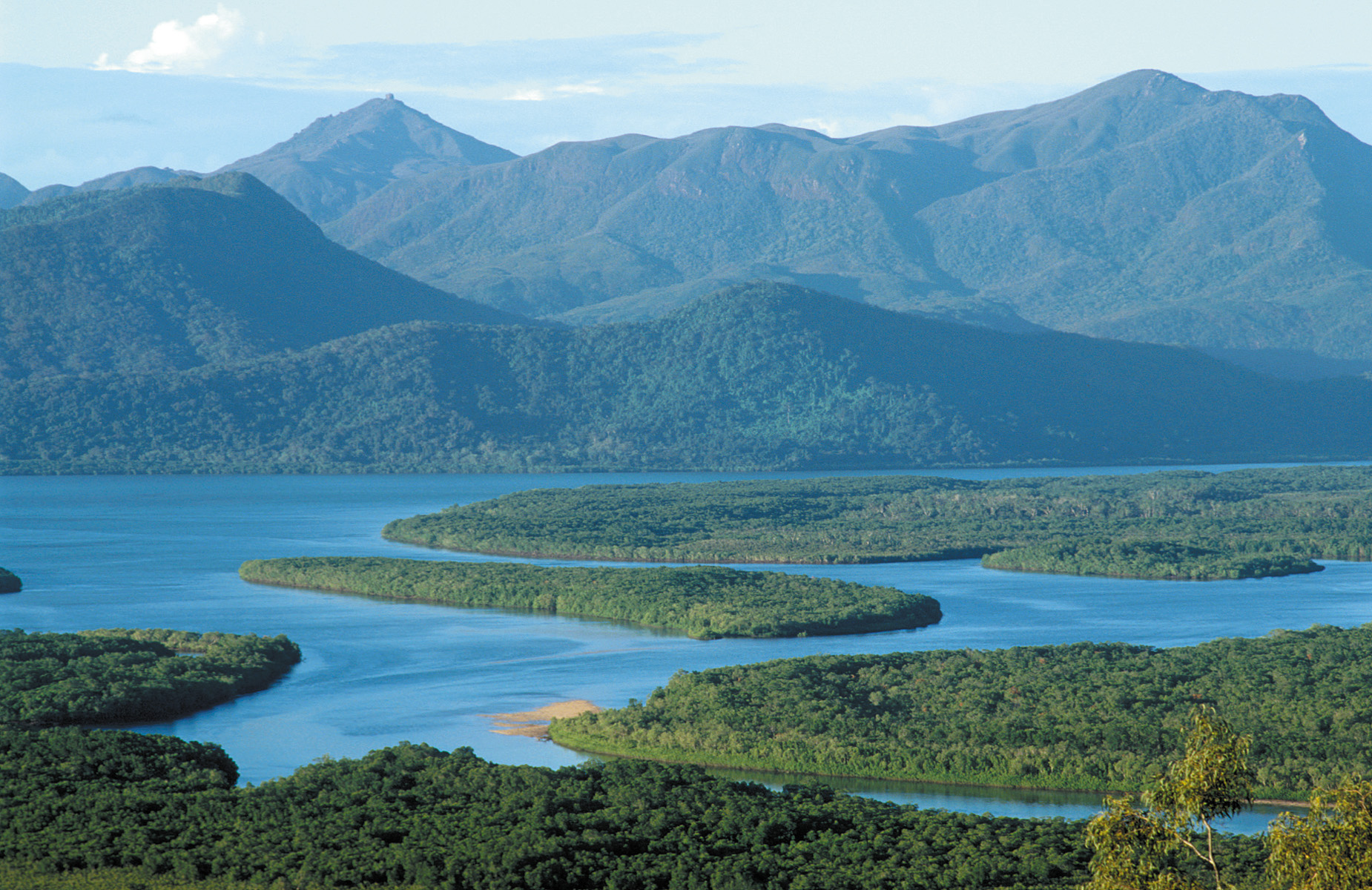
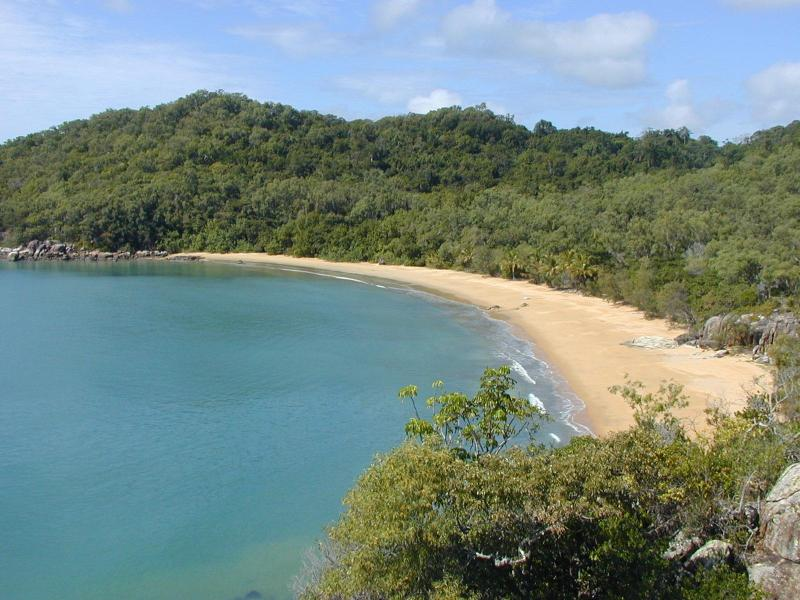
Береговая линия